# 王虔休
王 虔休（おう けんきゅう 、738年 - 799年）は、唐代の軍人。昭義軍節度使。もとの名は延貴。字は君佐。本貫は汝州梁県。

## 経歴
延貴は若くして書籍を渉猟し、郷里のあいだで信義をもって敬慕され、最も武芸を好んだ。大暦年間、汝州刺史の李深に任用されて将となった。長らくを経て、沢潞節度使の李抱真に招かれ、兵馬使押衙に任じられた。建中2年（781年）、李抱真が兵馬を率いて諸将とともに河北を征討すると、その双岡・水寨営などの陣において、延貴は戦闘に参加することが多く、歩軍都虞候に抜擢された。御史中丞を兼ね、さらに御史大夫の位を加えられた。貞元10年（794年）、李抱真が死去すると、裨将の元仲経らは李抱真の子の李緘を後継に立てようと図って、軍中で混乱が起こった。延貴は人々に朝命を待つべきだと説いて、混乱を鎮めた。朝廷は延貴を称賛し、邕王李謜を昭義軍節度使に任じた。延貴は潞州司馬に任じられ、御史大夫を兼ね、昭義軍節度留後をつとめ、虔休の名を賜った。貞元12年（796年）、潞州長史・昭義軍節度使・沢潞磁邢洺観察使となった。誕聖楽曲を徳宗に献上した。ほどなく検校工部尚書を加えられた。貞元15年（799年）、死去した。享年は62。尚書左僕射の位を追贈された。
子に王麗成ら10人があり、いずれも太学生となった。

## 伝記資料
- 『旧唐書』巻132 列伝第82
- 『新唐書』巻147 列伝第72